# 奥古斯特·比尔
奥古斯特·比尔（德語：August Beer，1825年7月31日—1863年11月18日）是德国的一名物理学家和数学家。

## 生平
比尔出生于特里尔，他在那里学习了数学和自然科学。此后，他在波恩为尤利乌斯·普吕克工作，并在1848年得到了哲学博士的学位。1850年，他成为了一名讲师。
1854年，比尔发表了《高级光学启蒙》（Einleitung in die höhere Optik）一书。他与前人约翰·海因里希·朗伯共同发现了比尔-朗伯定律。1855年，比尔在波恩成为了一名数学教授。

## 著作
- Beer, August. . Braunschweig: Friedrich Vieweg und Sohn. 1865.